# روزاليند (ألبرتا)
روزاليند (بالإنجليزية: Rosalind, Alberta)‏ هي قرية تقع في كندا في ألبرتا. يقدر عدد سكانها بـ 190 نسمة ومساحتها 0.59 كم2 وترتفع عن سطح البحر 710 متر.

## أعلام
- أرنولد مالون
- آدم إنرايت